# Marquesado de las Escalonias

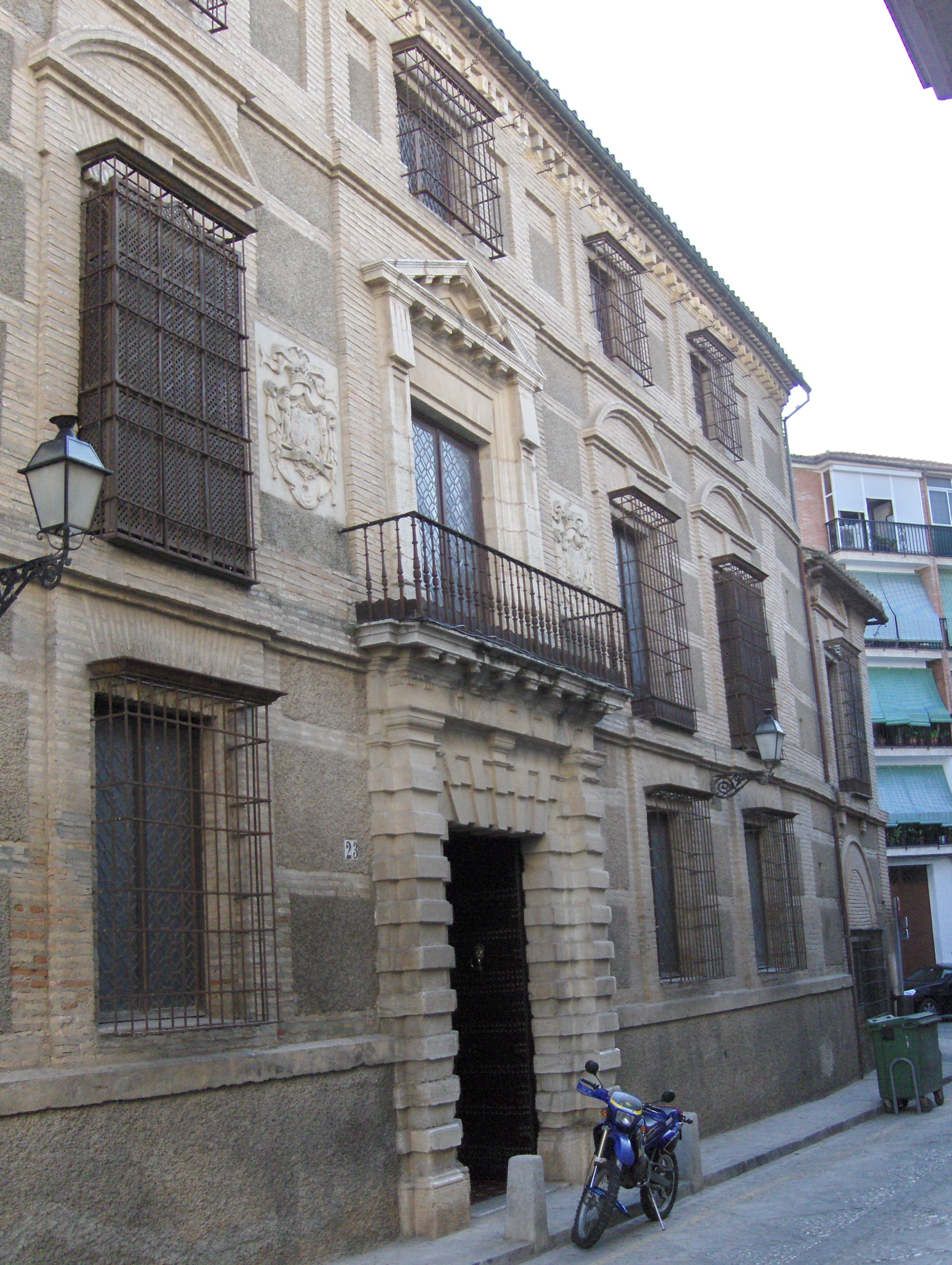
Palacio de las Escalonias (siglo XVII). Antequera (Málaga).

El Marquesado de las Escalonias o de las Ascalonias es un título nobiliario español creado el 31 de agosto de 1680 por el rey Carlos II, a favor de Diego Gutiérrez de los Ríos Mesía de la Cerda, de noble y poderosa familia de Andalucía. Su denominación hace referencia al municipio andaluz de Hornachuelos, en la provincia de Córdoba.
La casa-palacio de la marquesa de las Escalonias es uno de los ejemplares más representativos de la arquitectura civil de Antequera y es considerada uno de los edificios mejor conservados con la tipología de antigua casa palaciega antequerana de principios del siglo XVII. La casa fue construida por la una de los linajes de mayor raigambre de la nobleza antequerana, afincada en esta ciudad desde la conquista en 1410, a la que el rey Carlos II concedió el marquesado de las Escalonias, produciéndose desde entonces un estrecho vínculo entre esta familia y Antequera.

## Señores de las Ascalonias
- Diego Gutiérrez de los Ríos y Venegas (n. ca. 1420), I señor de las Ascalonias (1441).
- Diego Gutiérrez de los Ríos y Hoces (n. ca. 1450), II señor de Las Ascalonias
- Pedro Gutiérrez de los Ríos y Aguayo (Córdoba, ca. 1496-ib., 1549), III señor de las Ascalonias.
- Diego Gutiérrez de los Ríos y de los Ríos Venegas (n. ca. 1520), IV señor de Las Ascalonias (1549).
- Pedro Gutiérrez de los Ríos y Montemayor (n. ca. 1540), V señor de Las Ascalonias.
- Diego Gutiérrez de los Ríos y Sotomayor (n. ca. 1560), VI señor de las Ascalonias.
- Pedro Gutiérrez de los Ríos y Cabrera (n. ca. 1580), VII señor de las Ascalonias.
- Diego Francisco de los Ríos y Cabrera (n. ca. 1605), VIII señor de las Ascalonias.
- Francisco de los Ríos y Cabrera (n. ca. 1625), IX señor de las Ascalonias.

## Marqueses de las Escalonias
- Diego Gutiérrez de los Ríos y Mesía de la Cerda (n. ca. 1650-30 de abril de 1690), I marqués de las Escalonias (decreto de 31 de agosto de 1680). Casado con Josefa de Cárdenas y Cárdenas; en otos documentos con Ana de Cárdenas y Angulo. Le sucede su hijo .
- Francisco José Gutiérrez de los Ríos Cárdenas y Cabrera, II marqués de las Escalonias (fallecido en 1690). Casado con Mariana de Saavedra y Narváez , con la que tuvo tres hijas. Quedó suprimido dicho título en 13 de mayo de 1729, por cierta compensación de derechos adeudados con las lanzas abonadas por el mismo. Le sucede su pariente.
  - Martín de los Ríos. III marques de la Escalonias . PARES 1695 Mención de don Martín de los Ríos, Marqués de las Escalonias, entre los títulos residentes en Córdoba. Títulos beneficiados. Sin más datos.
  - Vicente Gutiérrez de los Ríos y Gálvez, III marqués de las Escalonias (c. 1760).[1]
- Manuel Gutiérrez de los Ríos y Olaegui, IV marqués de las Escalonías, título rehabilitado el 20 sep. 1850 , hijo de Joaquín de los Ríos y Ugarte-Barrientos y de Ana María Olaegui, Teniente de Fragata y Familiar del Santo Oficio Casado con María del Carmen Gómez de Bores y Taravejano. Nacida en Alicante y vecino el matrimonio en la Colación de San Juan en Córdoba.
- José Gutiérrez de los Ríos y Gómez de Bores, V marqués de las Escalonias (c. 1850). Caballero de Gracia de la Orden de San Juan en 1849. Casado en Córdoba en la Parroquia de la Magdalena el 25 nov. 1832 con María Teresa Pareja – Obregón y Rojas, hija del III Marqués de la Camorra.
- Manuel Gutiérrez de los Ríos y Pareja-Obregón, VI marqués de las Escalonias  (c. 1850). Falleció en Córdoba el 13 sep 1915. VI Marqués de las Escalonias el 9 mar. 1857. Diputado de la ciudad de Córdoba el 4 nov. 1895. Casado con Araceli Álvarez de Sotomayor y Curado, nacida en 1844 y fallecida en Córdoba en 1920 con 75 años.
- Trinidad Gutiérrez de los Ríos y Álvarez de Sotomayor (1880-1959), VII marquesa de las Escalonias (c. 1880). Casada con Pedro García Berdoy (n. 1881), natural de Antequera, que fue asesinado el 5 de agosto de 1936 por los milicianos a unos cincuenta metros de su domicilio.[2]
- Elena García y Gutiérrez de los Ríos, VIII marquesa de las Escalonias (c. 1919). Nació en 1919 y falleció en 1975 con 64 años. VIII . Marquesa de las Escalonias. Sin sucesión Continua su hermana.
- Blanca García y Gutiérrez de los Ríos, IX marquesa de las Escalonias (1913). Nació en Córdoba el 24 abr. 1913. Y fallecida en el 2008. Casada con Arturo Meliveo.
- Blanca Meliveo y García, X marquesa de las Escalonias (c. 2008)